# 山芋蘭
山芋蘭（学名：Eulophia zollingeri），又名烏石鼻芋蘭，为天門冬目兰科美冠兰属下的一种被子植物。該物種主要分布於臺灣中部至南部海拔500米以下之竹林或疏林下。

## 扩展阅读
- 維基物種上的相關：山芋兰